# Xã Stanford, Quận Isanti, Minnesota
Xã Stanford (tiếng Anh: Stanford Township) là một xã thuộc quận Isanti, tiểu bang Minnesota, Hoa Kỳ. Năm 2010, dân số của xã này là 2.267 người.